# Pioneer 5
Pioneer 5 – amerykańska sonda międzyplanetarna. Badała przestrzeń międzyplanetarną między orbitami Ziemi i Wenus. Misja sondy zakończyła się 26 czerwca 1960. Mogłaby trwać dłużej, gdyby nie wada akumulatorów.

## Opis misji
W 1958 NASA rozpoczęła badania nad sondą międzyplanetarną, mimo że borykała się jeszcze z nieudanymi próbami wystrzelenia sond w kierunku Księżyca (patrz: Pioneer 1). Dwoma głównymi problemami, jakie napotkano, była łączność i promieniowanie. Żaden z dotychczasowych statków kosmicznych nie musiał nadawać z odległości dziesiątków milionów kilometrów od Ziemi ani przebywać miesiącami w strumieniu promieniowania pochodzącego od Słońca. Początkowo rozważano wystrzelenie sondy w kierunku dobrze widocznego z Ziemi celu, np. Wenus. Lot do niej trwałby około 150 dni, a okno startowe dla takiej misji przypadało na czerwiec 1959. Podróż do Marsa zajęłaby 250 dni i mogłaby się odbyć w październiku 1960. Ponieważ budowa sondy i jej przyrządów przeciągała się, okno startowe dla lotu do Wenus minęło. Zdecydowano się więc na wysłanie statku po ważnej na czerwiec, starej trajektorii transferowej do Wenus. Starej, bo gdy statek doleciał do orbity Wenus, planety już tam nie było.
Pioneer 5 miał badać przestrzeń międzyplanetarną pomiędzy Wenus a Ziemią, m.in. badać wiatr słoneczny, jonizację materii, wykonać pierwszą mapę pola magnetycznego przestrzeni między planetami. Jego celem miało być też przetestowanie systemu dalekiej łączności z Ziemią dla sond kosmicznych. Statek działał przez 106 dni. Przez 138,9 godzin transmisji nadesłał ponad 3 Mb danych. Większość danych odebrały stacje naziemne w Manchesterze i na Hawajach. Pioneer 5 pracował normalnie do 30 kwietnia 1960. Wtedy to przełączono komunikację ze statkiem na nadajnik dużej mocy, 150 W. Było to konieczne, gdyż radioteleskop Jodrell Bank w Manchesterze tracił stale słabnący sygnał. Wtedy też odkryto, że 28 pokładowych akumulatorów, niezbędnych do pracy nadajnika, było nieszczelnych i powoli emitowało swoją zawartość w przestrzeń kosmiczną. Od tej pory utrzymywano jedynie sporadyczny kontakt z sondą. Statek wykonał ostatnią transmisję z rekordowej wówczas odległości 36,4 mln km, w dniu 26 czerwca 1960. 10 sierpnia 1960 statek przeszedł przez peryhelium (punkt wstępujący orbity: 349,712°; punkt peryhelium: 357,715°) i w 1963 zbliżył się do naszej planety. Zakładano nawiązanie łączności z Pioneerem 5, ale awaria akumulatorów uniemożliwiła kontakt po latach.

## Dane naukowe
Misja Pioneera 5 dostarczyła najbardziej wartościowych danych naukowych w pierwszych dniach trwania. 
- Przez pierwszy tydzień, przelatując 1 600 000 km, detektor mikrometeoroidów zanotował 85 zderzeń.
- Statek odkrył, że pole magnetyczne Ziemi rozciąga się dalej niż sądzono, na odległość 14 a nie 6 promieni Ziemi.
- W końcu marca 1960 sonda miała też szczęście zarejestrować erupcję na Słońcu. Odnotowano wtedy duże ilości protonów o energiach powyżej 75 MeV i elektronów o energiach powyżej 13 MeV. Jednocześnie znacząco spadła intensywność galaktycznego promieniowania kosmicznego.
- W czasie spokojnego Słońca pomiary międzyplanetarnego pola magnetycznego wskazywały jego bardzo małą wartość.
- Pomiary prędkości sondy umożliwiły naukowcom ponowne wyznaczenie wartości jednostki astronomicznej. Jej najprostszą definicją jest średnia odległość Ziemi od Słońca. Jej poprzednia wartość była obliczona na podstawie dwudziestoletnich obserwacji planetoidy Eros. Wynosiła ona 149 527 000 +/- 10 000 km. Wartość uzyskana dzięki Pioneerowi 5 to 149 545 000 +/- 20 000 km. Obie te wartości są mniejsze, odpowiednio, o 70 000 km i 50 000 km od współczesnych obliczeń przeprowadzanych na podstawie 40-letnich obserwacji radarowych Wenus. W obliczeniach na podstawie misji Pioneera 5 prawdopodobnie nie doszacowano efektów związanych z ciśnieniem światła.

## Budowa i działanie
Pioneer 5 został zaprojektowany w Centrum Badawczym imienia Josepha Amesa (ośrodek NASA) i zbudowany przez Space Technology Laboratories. Jego budowa opierała się na satelicie Explorer 6. Statek był aluminiową kulą o średnicy 66 cm i był stabilizowany obrotowo. Kula zawierała system łączność radiowej i instrumenty naukowe. Do kadłuba dołączone były cztery panele ogniw słonecznych. Każdy z nich zawierał 1200 ogniw. System łączności składał się z dwóch nadajników o mocy 5 W i 150 W. Ten drugi działał z trzema różnymi prędkościami, od 1 do 64 bps (co pozwalało na adaptację transmisji do rosnącej odległości od Ziemi) i mógł być włączany według potrzeb. Duża moc nadajnika była spowodowana użyciem dookólnej anteny (promieniującej w każdym kierunku). Ograniczenie masy ogniw słonecznych wymusiło na konstruktorach nieciągły tryb pracy nadajnika telemetrii. W początkowych dniach misji statek łączył się z Ziemią cztery razy dziennie po 25 minut (lub częściej w razie szczególnej potrzeby).

## Ładunek
- Licznik proporcjonalny

Licznik odnotowywał promieniowanie padające ze wszystkich stron. Służył do badania wiatru słonecznego. Posiadał układ potrójnej koincydencji. Ostatnie wartościowe dane odebrano 16 maja 1960.
- Komora jonizacyjna typu Nehera i licznik Geigera (Anton 302)

Licznik Geigera zamontowany był prostopadle do osi obrotu statku. Rejestrował protony o energiach powyżej 35 MeV i elektrony o energiach powyżej 1,6 MeV. Komora jonizacyjna rejestrowała protony o energiach powyżej 25 MeV i elektrony o energiach powyżej 2,9 MeV padające ze wszystkich stron. Przyrząd pracował normalnie do 17 maja 1960. Odbierane dane przestały być zrozumiałe poprzez zakłócenia już 29 kwietnia 1960.
- Prosty magnetometr

Podobne magnetometry wyniosły statki Pioneer 1 i Explorer 6. Badał pole magnetyczne przestrzeni międzyplanetarnej. Część detekcyjną stanowiła pojedyncza cewka mierząca pole magnetyczne prostopadłe do osi obrotu statku. Zakres czułości przyrządu wynosił od 1 μG do 12 mG. Nie był kalibrowany w czasie lotu. Pomiary były wykonywane, zależnie od prędkości telemetrii, co 96, 12, lub 1,5 sekundy. W trakcie trwania całej misji pozyskano ok. 21 000 odczytów. Ostatnie odebrano 6 maja 1960.
- Licznik mikrometeoroidów – element piezoelektryczny z dwoma przesłonami – z powodu usterki elektronicznej szybko przestał być sprawny